# Here She Comes Now
«Here She Comes Now» — пісня, випущена американським рок-гуртом The Velvet Underground в січні 1968 року, з їхнього другого студійного альбому White Light/White Heat.